# 埃列娜·拉杜
埃列娜·拉杜（羅馬尼亞語：Elena Radu，1975年3月24日—），罗马尼亚女子皮划艇运动员。她曾代表罗马尼亚参加2000年夏季奥林匹克运动会皮划艇比赛，获得女子四人皮艇500米铜牌。